# Большая Коряжемка
Больша́я Коря́жемка (Коря́жемка) — река в России, протекает по Котласскому и Вилегодскому районам и городскому округу «Город Коряжма» Архангельской области. Является левым притоком реки Вычегда (бассейн Северной Двины).

## География
Устье реки находится в 37 км по левому берегу реки Вычегда. Длина реки составляет 28 км. На реке расположен посёлок Черёмушский, в котором реку пересекает железная дорога Котлас — Воркута. Часть нижнего течения реки расположена в пределах города Коряжма.

## Населённые пункты на реке
- п. Черёмушский
- д. Коряжемка
- д. Песчанка
- г. Коряжма

## Притоки
- Малая Коряжемка

## Данные водного реестра
По данным государственного водного реестра России относится к Двинско-Печорскому бассейновому округу, водохозяйственный участок реки — Вычегда от города Сыктывкар и до устья, речной подбассейн реки — Вычегда. Речной бассейн реки — Северная Двина.
Код объекта в государственном водном реестре — 03020200212103000025058.

## Топонимика
Название реки происходит от русск. «коряга» (в архангельских говорах зафиксировано значение этого слова «сырая, густо поросшая ивняком или ольхой местность»). От названия реки получил своё название Николо-Коряжемский монастырь, а впоследствии примонастырская слобода, ставшая городом Коряжмой.